# Francesca Woodman
Francesca Woodman, född 3 april 1958 i Denver, Colorado, död 19 januari 1981 i New York, var en amerikansk fotograf, känd för sina svartvita fotografier på sig själv och andra kvinnor.
Många av hennes fotografier visar nakna kvinnor och många av dem innehåller även mycket rörelseoskärpa på grund av långa exponeringstider. Den 19 januari 1981 begick Francesca Woodman självmord genom att hoppa från ett loftfönster.